# فیزیوتراپی

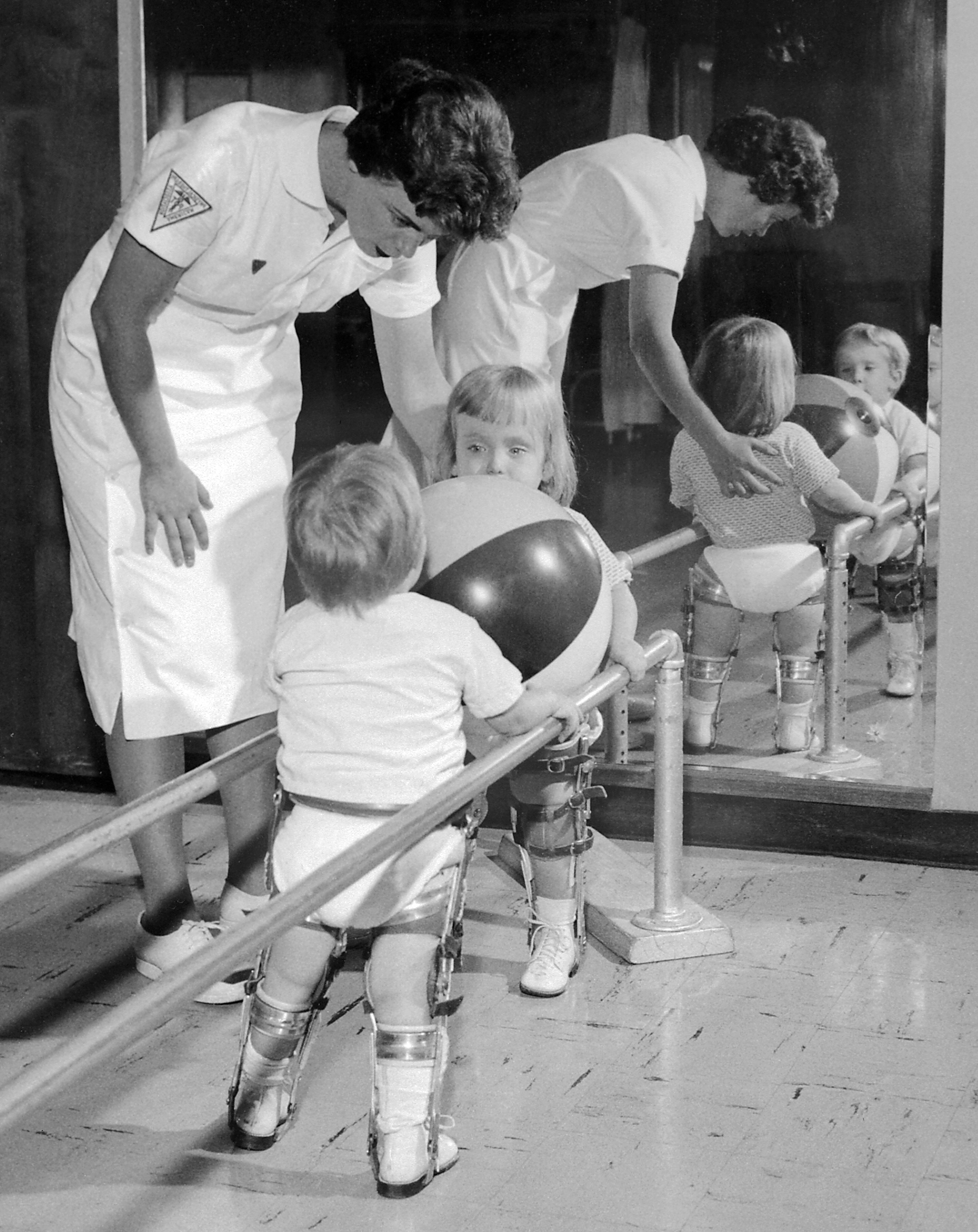
فیزیوتراپی برای فلج اطفال در دههٔ ۱۹۵۰ میلادی آمریکا

فیزیوتراپی (به انگلیسی: Physiotherapy یا Physical therapy) یا فیزیک‌درمانیشیوه‌ای از درمان بیماری‌ها و اختلالات عصبی-ماهیچه‌ای-اسکلتی با استفاده از تجهیزات مکانیکی، جریان‌های الکتریکی، مانورهای دستی، تمرینات ورزشی و عوامل فیزیکی دیگر است. در این روش‌ها از ورزش، نور، پرتوهای فرابنفش و فروسرخ، گرما و جریان برق استفاده می‌شود. فیزیوتراپی حیطه‌ای از پزشکی است که هدف آن پیشگیری از بیماری‌ها، درمان، توان‌بخشی، بالا بردن سطح سلامت و بهبود کیفیت زندگی افراد است.
واژهٔ فیزیوتراپی از «فیزیو» (= فیزیولوژیک، جسمانی و طبیعی) و «تِراپی» (= درمان) ساخته شده‌است. در بعضی از منابع، واژهٔ اصلی‌ای که کلمهٔ «فیزیوتراپی» از آن گرفته شده‌است، physiological therapeutics ذکر شده‌است.

## موارد مراجعه
فیزیوتراپیست، با بررسی بیماری‌ها و تشخیص فیزیوتراپی آن‌ها، بررسی عملکرد ریه‌ها و ظرفیت هواییِ آن‌ها، ارزیابی حرکت مفاصل (ROM)، ارزیابی ماهیچه‌ها، ارزیابی و کنترل درد، ارزیابی مشکلات ارتوپدیک به درمان‌های مناسب آن‌ها می‌پردازد.
بیماران می‌توانند جهت اصلاح الگوی تنفسی، بهبود کارکرد ماهیچه‌های دستگاه تنفسی و آموزش شیوه‌های مختلف تنفسی و تمرینات لازم به فیزیوتراپی مراجعه کنند.
مهم‌ترین موارد مراجعه به فیزیوتراپی عبارت‌اند از:
آرتروز، سکته‌های مغزی، کمردرد و شکستگی‌ها، دررفتگی مفاصل، اختلالاتی مانند دردهای عضلانی، اسپاسم‌های ماهیچه‌ای، انحراف در انحناهای ستون مهره‌ها، ضایعات بافت نرم مثل پیچ‌خوردگی‌ها، پارگی رباط‌ها، منیسک‌ها، فتق دیسک بین‌مهره‌ای، نرمی کشکک، کشیدگی زردپی‌ها و ماهیچه‌ها، اختلالات مادرزادی مثل دررفتگی مفصل ران، صافی کف پا، خار پاشنه، پای پرانتزی، پای ضربدری، قطع اندام‌ها به علل مختلف، خشکی مفصل شانه و آرنج تنیس‌بازان، فلج مغزی، فلج اطفال، سکتهٔ مغزی، ام اس، پارکینسون، فلج بلز، اختلالات مربوط به مفصل فکی_گیجگاهی، تومورهای دستگاه عصبی، سردردها، عدم تعادل، صدمات و ضایعات ورزشی، آرتریت‌ها، نشانگان گیلن–باره، کژگردنی، فلج ارب و بیماری‌های قلبی و تنفسی، بیماری‌های روماتیسمی مانند لوپوس، اختلالات اسکلتی-عضلانی در بیماری دیابت، سرطان‌ها، سوختگی‌ها و جراحی‌های مختلف مانند تعویض مفاصل، بیماری‌های دستگاه اعصاب محیطی و مرکزی، بیماری‌های پوستی و سوختگی‌ها، درد و کنترل درد، بیماری‌های شغلی، آسیب‌های ورزشی، بیماری‌ها و اختلالات کفِ لگن در زنان و زایمان و بی‌اختیاری‌ها، سالمندان کم‌توان، حتی فیزیوتراپی حیوانات

### فیزیوتراپی بیماران کووید ۱۹ با درگیری شدید ریوی
نشان داده شده‌است هشت هفته تمرینات پیلاتس و پیلاتس در آب در افرادی که بیماری کووید ۱۹ را همراه با درگیری شدید ریوی تجربه کردند به شکل معناداری عملکرد ریوی و کیفیت زندگی آن‌ها را بهبود بخشیده‌است.

### فیزیوتراپی در سرطان
اهداف فیزیوتراپی در سرطان عبارت‌اند از:
- کاهش عوارض بیماری سرطان
- کاهش عوارض درمان‌های سرطان
- راه‌اندازی و متحرک نگاه داشتن بیمار (کاهش عوارض بستری)
- حفظ استقلال بیمار
- کاهش درد بیمار

فیزیوتراپی می‌تواند نقش مراقبتی و حمایتی مناسبی برای بیماران سرطانی به‌وجود آورد. یک اصل کلی در فیزیوتراپی سرطان این است: «بیمار تا آخرین لحظهٔ زندگی به‌روی پای خود بایستد».

### فیزیوتراپی در بیماری‌های قلبی و تنفسی
فیزیوتراپی در بیماران تنفسی شامل اصلاح الگوی تنفسی، تقویت ماهیچه‌های دستگاه تنفسی، تخلیهٔ ترشحات داخل ریه و مجاری تنفسی، همچنین تحریک رِفْلِکس سرفه و آموزش روش‌های تنفسی و تمرینات تنفسی است.
برای درمان بیماران قلبی بستری شامل بهبود وضعیت بیمار و نیز افزایش کارایی سامانهٔ قلبی-عروقی است.
فیزیوتراپی ریه: این درمان یکی از مقدماتی‌ترین روش‌های درمانیِ فیزیوتراپی در تاریخ این رشته بوده‌است و پایهٔ درمان فیزیوتراپی در بیماران بستری محسوب می‌شود. این درمان مجموعه‌ای از روش‌های درمانیِ مختلف است که در جهت بهبود تنفس و تخلیهٔ ترشحات به‌کار می‌رود. بیمار با این درمان از نظر اکسیژن‌رسانی وضعیت بهتری پیدا خواهد کرد.
فیزیوتراپی ریه در بیماران قلبی نیز انجام می‌شد، اما افزایش دانش درمان بیماری‌های قلبی، قلب به‌عنوان یک عضو عضلانی مدنظر فیزیوتراپی قرار گرفت و به دلیل نزدیکی و تأثیر ریه و قلب بر روی یکدیگر، فیزیوتراپی قلبی-ریوی با تأثیر فراوان به‌وجود آمد.
فیزیوتراپی قلب و ریه اکنون یکی از تخصص‌های فیزیوتراپیست‌هاست. در این روش، طیف گسترده‌ای از بیماری‌ها تحت درمان فیزیوتراپی قرار می‌گیرند.

### فیزیوتراپی سالمندان

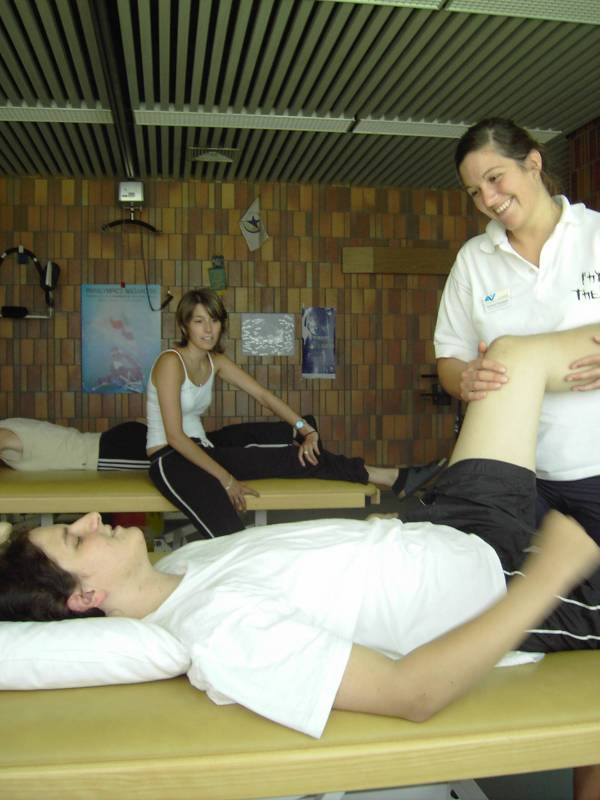
یک جلسهٔ فیزیوتراپی امروزی در آلمان

این شکل از درمان به افراد سالمند مربوط می‌شود چون فرایند پیری را پشت سر می‌گذارند. کسانی که در حوزهٔ فیزیوتراپی سالمندان تخصص دارند، مهارت‌ها و توانایی‌هایی دارند که می‌توانند اختلالات مربوط به پیری مثل آلزایمر، بی‌اختیاری ادرار، آرتروز و از دست دادن حرکت را درمان کنند. آن‌ها برنامه‌های خاصی را برای تسکین درد، بازیابی تحرک و آسان‌تر کردن فعالیت‌های روزانه انجام می‌دهند.

### بیماران دیالیزی
اگر چه دیالیز مزمن به لحاظ سطح تکنولوژی پیشرفت کرده‌است ولی این شیوهٔ درمانی یا کمک‌درمانی دارای عوارض عمومی و اختصاصی خود است که باید برای آن چاره اندیشید. عوارض استخوانی – ماهیچه‌ای یا سیستم حرکتی در این میان بارز است. فیزیوتراپی با تکیه بر درمان‌های غیر تهاجمی یا تأکید بر سیستم حرکتی بدن می‌تواند در این مسیر بیمار را یاری دهد.
فیزیوتراپی با تأکید بر بهبود عملکرد استخوانی – ماهیچه‌ای و سیستم حرکتی و همچنین با استفاده از ابزارهای غیر دارویی و تکنیک‌های دستی و ریلکسیشن و مداخلات تمرین درمانی) می‌تواند در کاهش عوارض جانبی دیالیز (تراکافت) به بیماران کمک نماید.
ارزیابی، برنامهٔ تمرین‌درمانی یا مداخلات غیر دارویی و غیر جراحی بدون عارضه و ارزیابی مجدد می‌تواند شرایط مناسبی برای بیماران دیالیزی پدیدآورد و با توسعهٔ ADL مناسب و بهبود سبک زندگی به آن‌ها و پزشکان و خانوده بیمار کمک شایانی نماید. اگر چه هنوز نحوه تأثیر تمرین درمانی بر بهبود بیماری‌ها مشخص نشده‌است ولی Clinical Trial متعدد بر اثر بخشی روش تأکید دارد و منابع (EBM) نیز برآن اذعان دارند.
فیزیوتراپی با ابزارهای متفاوت خود می‌تواند در بیماران نیازمند به دیالیز مداخله خود را اعمال کند و بدون عوارض دارویی سعی بر کمک به بیمار و کمک به پزشک یا در قالب یک تیم درمانی عمل نماید.

### پیوند کلیه
قلب تئوری‌های موجود در فیزیوتراپی مبتنی بر حرکت است یعنی شناخت فیزیولوژی و پاتولوژی حرکت از اهمیت خاصی برخوردار است و دانش پزشکی اکنون بر تأثیر حرکت بر ابعاد فیزیولوژی و آناتومی و حتی پاتولوژیک تأکید دارد. بیماران پیوندی از مشکلات خاصی که هم ناشی از عضو پیوندی است و هم ناشی از داروها می‌باشند رنج می‌برند.
پیوند کلیه یکی از مکانیسم‌های درمانی در ده‌های اخیر است که در دنیا و کشور ما به‌طور گسترده رایج شده‌است (The Best Solution for End Stage Renal Disease) و بر کار آمدی ان افزوده می‌گردد، ولی این سیستم جراحی دارای مشکلات و عوارض عام عضو پیوندی و خاص خود است (

#### اهداف فیزیوتراپی در بیماران پیوند کلیه
1. بهبود حرکت
2. کاهش عوارض استخوانی – ماهیچه‌ای
3. مناسب بهبود سبک زندگی

### بازتوانی قلبی
پس از بروز مشکلات قلبی یا جرّاحی قلب؛ اغلب بیماران خود به تنهایی نیز قادر خواهند بود تا به صحنه زندگی بازگردند ولی کی و با چه میزان توانائی معلوم نیست. در تعریف برنامه جامع بازتوانی قلبی، توسط سازمان بهداشت جهانی، بر برنامه‌هایی هماهنگ و چند جانبه که سعی دارند بیماران قلب و عروق را در حداقل زمان و هزینه و ریسک، به حداکثرِ کیفیتِ زندگیِ جسمی، روحی و اجتماعی برسانند، تأکید شده‌است. فلذا همانگونه که در تعریف فوق نیز مشخص شده‌است، برنامه‌های بازتوانی با هدف بهینه‌سازی زمان، هزینه و کیفیت زندگیQuality of Life مطرح می‌گردند.
رکن هر برنامه توانبخشی قلبی، ورزش درمانی پیشرونده می‌باشد و مسئولیت تجویز، طراحی، برنامه‌ریزی و اجرایی پروتکل ورزش درمانی ایدئال و بهینه، به‌عهدهٔ فیزیوتراپیست گروه بازتوانی قلبی است.
فیزیوتراپیست هم به مفاهیم و تشخیص‌های بیماری‌های قلب و عروق و تنفس تسلط کافی دارد و هم در برنامه‌ریزی پروتکل‌های ورزشی؛ دانش، مهارت و توانائی لازم را دارا می‌باشد. او موظف استتا برنامه‌های ورزشی را با شدت، زمان، تکرار و از نوع مناسب با وضعیت بیماران قلب و عروق طراحی نموده و بیماران را تشویق به شرکت نماید. نظارت بر اجرای صحیح ورزش‌ها و مانیتورینگ بیماران تا زمانی که آن‌ها قادر باشند به تنهائی ورزش‌ها را در پارک دنبال نمایند از وظایف گروه فیزیوتراپی است که در یک برنامهٔ هماهنگ با کمک متخصصان قلب و پرستاران انجام می‌شود.
منبع: CVPT.org

### در حوادث پیش‌بینی‌نشده
وقوع حوادث وسیع با تلفات انسانی نیاز به آمادگی قبلی و مدیریت در هنگام وقوع حادثه را دارد؛ بنابراین تمامی اعضای گروه‌های پزشکی باید آمادگی لازم جهت مقابله با وقوع حوادث پیش‌بینی نشده و عواقب آن را داشته باشند.
یکی از اعضای گروه پزشکی که از ابتدا در تمامی طول سانحه تا توانبخشی حضور مستمر دارد فیزیوتراپیست است.
حوادث غیرمترقبه به لحاظ زمانی به سه مقطع تقسیم می‌گردد که تمامی گروه‌های پزشکی باید برای آن برنامه داشته باشند.
فیزیوتراپیست‌ها نیز برای این مقاطع زمانی دارای برنامه خاصی هستند:
- On field: حضور در محل سانحه است که به دو مرحلهٔ زمانی۲۴ ساعت اولیه و پس از آن تقسیم می‌گردد. امداد و نجات آسیب‌دیدگان، ارزیابی آسیب‌های جسمی حادثه‌دیدگان، ارزیابی دستگاه تنفسی- قلبی، مدیریت تخلیهٔ بیمار و حمایت از دیگر اعضای گروه‌های پزشکی در صورت وقوع تروما از وظایف فیزیوتراپیست در این مرحله‌است.
- On Hospital: حضور در بیمارستان است، Chest PT، تقویت عضلانی، Out of Bed، کنترل درد از اهم وظایف فیزیوتراپیست است.
- Post Hospital: کمک به بیمار جهت به‌دست آوردن ADL و سبک زندگی مناسب است.

همچنین در صورت وقوع فجایع در زمان حضور فیزیوتراپیست در بیمارستان منطقهٔ حادثه دیده، فیزیوتراپیست دارای وظایف خاصی است که باید آن را اجرا نماید، این وظایف شامل:
- پیش از وقوع: چیدمان مناسب بخش و کاهش آسیب به بیماران ناشی از پرتاب اجسام، آموزش و تهیهٔ تجهیزات مناسب برای زمان حادثه
- حین وقوع: تخلیهٔ بخش فیزیوتراپی
- پس از وقوع: حضور مستمر در بخش‌های بستری، اعزام به محل حادثه[۵]

## کلیات
مداخلات درمانی در فیزیوتراپی بخش کوچکی از عملیات آن محسوب می‌شود. در فیزیوتراپی، هدف ارتقای عملکرد جسمانی بدن است. البته، با توجه به تداخل و ارتباط زیاد سیستم‌های بدن، درمان‌های فیزیوتراپی که توسط فیزیوتراپیست انجام می‌شود، مستقیم یا غیرمستقیم، باعث بهبود عملکرد دستگاه فیزیولوژیک نیز می‌شود؛ مثلاً فیزیوتراپی دستگاه تنفسی موجب بهبود درصد گازهای خون (دی‌اکسید کربن و اکسیژن) و تغییر میزان اسیدیتهٔ خون می‌شود، که به نوبهٔ خود، می‌تواند باعث بهبود سطح هشیاری گردد.
فیزیوتراپیست در این رشته به‌عنوان درمانگر شناخته می‌شود. با توجه به این‌که فیزیوتراپی درمان فیزیولوژیک و جسمانی بیماری‌هاست، کالبدشناسی و حرکت‌شناسی و فیزیولوژی حرکت از اهمیت بیشتری برخوردار است.
فیزیوتراپیِ درمانی علمی بر اساس تحصیلات عالی و بالینی با قدمت طولانی است که هم‌زمان با توسعهٔ دانش پزشکی، به یکی از ارکان درمان‌های نوین پزشکی تبدیل شده‌است.
اصلی‌ترین هنر و تخصص فیزیوتراپیست، توانایی انجام مهارت‌های دستی و حرکت‌درمانی است که در جهت پیشگیری از بسیاری از بیماری‌ها و درمان و توان‌بخشی افراد جامعه به کار گرفته می‌شود. خواص امواج مختلف، مانند امواج صوتی، مغناطیسی، لیزر، شاک وِیو، رادیویی و خواص درمانی آب (آب‌درمانی)، سرما و گرما و سوزن خشک به کار گرفته می‌شوند تا دستیابی به این اهداف آسان‌تر شود.
اعمال مذکور منحصراً توسط فیزیوتراپیست‌های فارغ‌التحصیل از دانشکده‌های توان‌بخشی انجام می‌شود که آموزش‌های علمی را طی کرده‌اند و درمان‌های بالینی را به‌خوبی فراگرفته‌اند.
دیدگاه منحصربه‌فرد فیزیوتراپیست از بیمار و شناخت ویژه‌اش از عملکرد و ساختار طبیعی بدن در کنار معاینه و ارزیابی دقیق، به وی این توانایی را می‌دهد تا بیماران را در جهت رسیدن به اهدافی مانند پیشگیری از بیماری‌ها، تطابق افراد با محیط کار، افزایش کیفیت زندگی افراد، کاهش نیاز به برخی جراحی‌ها و درمان‌های داروییِ طولانی‌مدت، که عوارضی نیز در پی دارند، سوق دهند.
تمامی روش‌های درمانی فیزیوتراپی دارای شواهد و پایهٔ علمی و تحقیقاتی است و با درمان‌هایی مانند طب فیزیکی، کایروپراکتیک، طب سنتی، ورزش‌درمانی و ماساژدرمانی کاملاً متفاوت است.

## سه روش اصلی درمان
1. تمرین‌درمانی: فیزیوتراپیست به وسیلهٔ تجویز؛ انجام و آموزش ورزش‌های درمانی خاص، ماساژ، ورزش در آب (آب‌درمانی)، اقدام به درمان بیمار یا افزایش سطح سلامت می‌کند.
2. الکتروتراپی: درمان به وسیلهٔ دستگاه‌های ویژه انجام می‌شود. این دستگاه‌ها معمولاً امواج خاصی را (امواج مایکروویو؛ امواج کوتاه رایویی؛ امواج مافوق صوت؛ امواج الکتریکی) که همگی توسط دستگاه به شکل خاصی تولید می‌شوند و تغییر می‌یابند.
3. مهارت‌های درمان با دست

## فیزیوتراپی: پیشگیری، درمان و توان‌بخشی
فیزیوتراپی تا سال ۱۹۴۵ میلادی به علت نبودِ فیزیوتراپیست و وجودِ فقط تکنیسین فیزیوتراپی و فعالیت در بخش‌های بازپروری و بازتوانی، قسمتی از توان‌بخشی بوده‌است، ولی بعد از سال ۱۹۴۵ میلادی و به‌وجود آمدن فیزیوتراپیت مدرن، شامل درمان و توان‌بخشی شد و بعد از سال ۲۰۰۰ میلادی با عناوین دکترای حرفه‌ای فیزیوتراپی شامل پیشگیری، درمان و توان‌بخشی شده‌است.
واقعیت این است که فیزیوتراپی، به خاطر دیدگاه‌های جدید خود، در حال ترک حیطهٔ توان‌بخشی است.
اکنون فیزیوتراپی به‌عنوان عضوی در انواع گروه‌های چندرشته‌ای شناخته می‌شود.

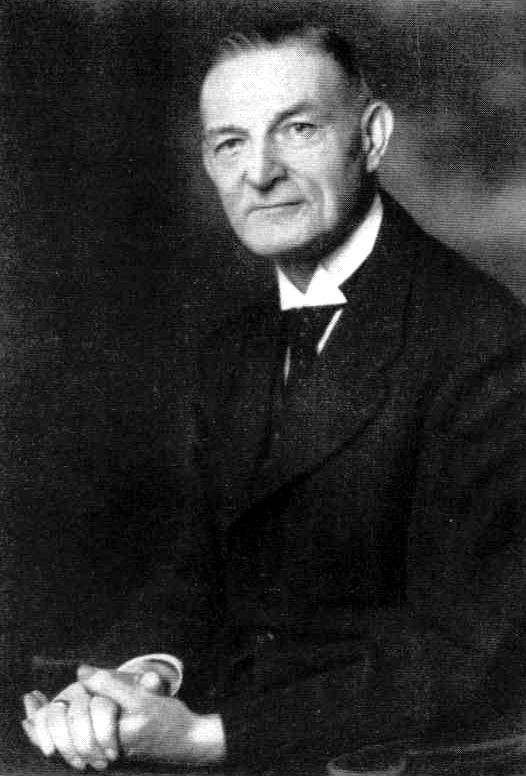
دتلف نویمان نویرود، پدر فیزیوتراپی ژیمناستیک نوزادان

## مداخله‌های درمانی
مداخله‌های درمانی که توسط فیزیوتراپیست به‌کار گرفته می‌شود:
- تمرین‌درمانی
- درمان دستی
- تمرینات افزایش تحمل قلب و عروق
- ریلکسیشن
- بیوفیدبَک‌تراپی (پس‌خوراند زیستی)
- فیزیوتراپی قلب و ریه
- انواع مُدالیته‌ها مانند: تراکشن (traction)، اولتراسوند، پَک‌های گرمایی (hot pack)، لیزر، الکتروتراپی
- تجویز وسایل کمکی مانند پروتز و ارتز
- به‌کارگیری تکنیک‌های طب مکمل

### زمینه‌های کاربردی فیزیوتراپی در بیماران بستری
- کاهش زمان بستری
- کاهش عوارض بستری

## فیزیوتراپیست

### وظایف
فیزیوتراپیست تحت نظارت مستقیم مسئول فیزیوتراپی انجام وظیفه می‌کند.
تصدی سمت می‌تواند با لیسانس فیزیوتراپی (BSPT) یا فوق‌لیسانس فیزیوتراپی (MSPT) یا دکترای حرفه‌ای فیزیوتراپی (DPT)و دکترای تخصصی فیزیوتراپی (PhD) باشد.
1. نظارت بر فعالیت‌های درمانی دستیار فیزیوتراپی، تکنیسین فیزیوتراپی، کمک‌فیزیوتراپی
2. تشکیل پرونده جهت بیماران فیزیوتراپی
3. ثبت کلیهٔ نکات مربوط به بیمار و مراحل درمان و کلیهٔ وقایع در حین درمان
4. جمع‌آوری و گزارش کلیهٔ آمارِ درمانیِ بیماران به مسئول بخش
5. آموزش و توصیه به بیماران یا همراهان آنها
6. شرکت در بازآموزی‌ها به‌طور سالیانه و ارائهٔ مدارک مربوط
7. رعایت اصول اخلاق حرفه‌ای
8. بررسی و معاینهٔ انفرادی و گروهی نقص‌های بالقوه یا بالفعل، محدودیت‌های عملکردی، ناتوانایی‌ها
9. تشخیص محدودیت‌های حرکتی، ناتوانی‌ها یا بیماری‌ها
10. طراحی و برنامه‌ریزی برای درمان
11. مشاوره و آموزش به بیمار
12. اجرای مداخلات درمانی مانند مانوال‌تراپی، الکتروتراپی، تمرین‌درمانی، هیدروتراپی
13. ارزیابی پیشرفت بیمار
14. ثبت مراحل درمان
15. تهیهٔ گزارش درمان در پایان آخرین جلسه درمانی جهت ارائه به پزشک ارجاع‌دهنده
16. ارائهٔ خدمات درمانی به بیماران اعم از سرپایی یا بستری مطابق دستورالعمل مسئول بخش
17. انجام سایر امور محوله از طرف مسئول بخش در حدود اخلاق حرفه‌ای
18. حفظ اطلاعات و اسرار مربوط به کارکنان و بیماران
19. عدم دخالت در امور درمانی همکاران و درصورت نیاز گزارش به مسئول بخش

### محل کار
کلینیک‌های خصوصی، مراکز ورزشی، مراکز صنعتی، خانه‌ها، مدارس، بیمارستان‌ها، مراکز و کلینیک‌های سالمندی، پادگان‌های نظامی و محل نگهداری ناتوانان جسمی.

### مسئولیت فنی
بخش‌های فیزیوتراپی و کلینیک‌های فیزیوتراپی دارای یک مسئول هستند که باید پاسخگوی بیمار و خدمات ارائه شده و مشکلات قانونی باشند. این عنوان (در ایران) فقط متعلق به فارغ‌التحصیلان فیزیوتراپی در تمامی مقاطع به شرط داشت مدرک پایهٔ کارشناسی (لیسانس) است.

## آموزش
در ایالات متحدهٔ آمریکا، هندوستان، پاکستان، استرالیا و بسیاری کشورهای دیگر به‌عنوان دکترای حرفه‌ای DPT با تخصص‌های مربوط طراحی گشته‌است. در سامانه‌های اروپایی این رشته به صورت مقاطع PhD ,MPT ,MSc و BS طراحی شده‌است و در ایران در مقاطع کارشناسی، کارشناسی ارشد و پی‌اچ‌دی، طراحی گشته‌است.

### تخصص‌های بالینی فیزیوتراپی (رزیدنتی)
با گسترش دانش فیزیوتراپی اکنون فیزیوتراپی دارای بیش از بیست تخصص مختلف است. دوره‌های مستری تخصصی تبدیل به دوره‌های رزیدنتی شده‌اند که در ابتدا آمریکا و سپس هند و بقیه کشورها رزیدنتی فیزیوتراپی را در تخصص‌های فیزیوتراپی قلب و ریه، فیزیوتراپی ارتوپدی، فیزیوتراپی مانوال تراپی و بسیاری از تخصص‌های دیگر راه‌اندازی کرده‌اند.

### پژوهانه‌های (فلوشیپ) بالینی فیزیوتراپی
سرعت گسترش فیزیوتراپی در حجم و محتوی به قدری سریع بوده‌است که اکنون بیش از ده فلوشیپ برای فیزیوتراپی به وجود آمده‌است و دانشگاه‌های پزشکی آمریکا در ابتدا و سپس هند شروع کرده‌است و به سرعت گسترش می‌یابد.

### چهارچوب زمانی تحصیلی در فیزیوتراپی
| دکتری حرفه‌ای | دستیاری و تخصص | فلوشیپ  |
| ------------ | -------------- | ------- |
| ۴ تا ۶ سال   | ۹ تا ۳۶ ماه    | ۶ تا ۳۶ |

## تاریخچهٔ فیزیوتراپی در آمریکا
در سال ۱۸۹۵ میلادی هم‌زمان با شیوع فلج اطفال در انگلستان، گروهی پزشک آمریکایی از این کشور بازدید کردند.
این گروه با شیوه‌ای درمانی برخورد کردند که شامل ماساژ، تمرین درمانی، گرم کردن و… بود. این شیوهٔ درمانی به فیزیوتراپی معروف بود. این پزشکان این شیوه درمانی را پس از بازگشت در سامانه‌های درمانی خود به‌کار گرفتند و سپس گروهی به نام جامعهٔ پزشکان فیزیوتراپی آمریکا (Physiotherapy Physician society) را به‌وجود آوردند که اعضای آن به ۳۰۰۰۰ پزشک می‌رسید. این انجمن بعدها به انجمن فیزیوتراپی و رادیولوژی تغییر نام و سپس دوباره منفک شد.
در ۱۹۱۳ گروهی جراح نظامی در ایالت پنسیلوانیا دستیارانی به عنوان Practitioner به‌کار گرفتند و به این گروه آموزش‌های فیزیوتراپی را دادند و مدارک علمی به آن‌ها واگذار شد. این گروهPractitioner در جنگ اول جهانی قوام بیشتری یافت و در سال ۱۹۲۱ میلادی انجمن فیزیوتراپی آمریکا(APTA) را راه‌اندازی نمودند. در سال ۱۹۲۶ میلادی مراکز معتبر آموزش فیزیوتراپی در آمریکا تعیین گشت؛ و در سال ۱۹۲۸ میلادی شورای فیزیوتراپی در انجمن پزشکی آمریکا راه‌اندازی شد. در سال ۱۹۳۵ میلادی قوانین اخلاق حرفه‌ای برای این گروه Practitioner تعیین شد. در سال‌های جنگ دوم جهانی فیزیوتراپی در آمریکا قدرت بیشتری یافت.

### فیزیوتراپیست‌ها در پرل هاربر

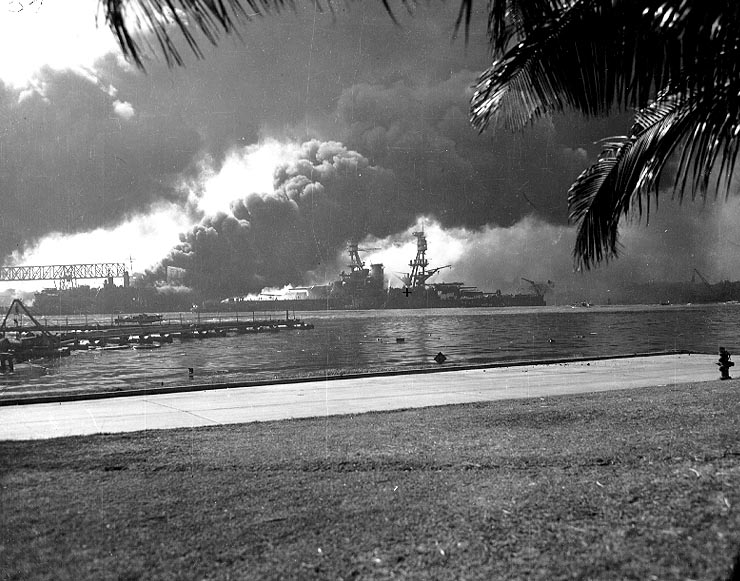
حمله به بندر در جنگ جهانی دوم

پرل هاربر بندری در مجمع الجزایر هاوایی است. معروفیت این بندر به موضوع حمله ارتش ژاپن به پایگاه دریایی ایالات متحده آمریکا در ۷ دسامبر ۱۹۴۱ بر می‌گردد. در پی این حمله آمریکا وارد جنگ جهانی دوم شد. در حمله هوایی ژاپنی‌ها ناوگان اقیانوس آرام آمریکا از جمله ۷ رزمناو نابود شدند.
در سال ۱۹۴۱ امداد و فوریت‌های پزشکی به واحدهای درسی فیزیوتراپیست‌ها افزوده شد.
حسب اتفاق چند روز قبل از حمله سراسری ژاپن به بندر نظامی پرل هاربر تعدادی از فیزیوتراپیست‌های آشنا با اصول امداد در این بندر مستقر شده بودند.
بعد از بمباران شدید این تعداد محدود فیزیوتراپیست با معجونی از اصول ارتوپدی، فیزیوتراپی، توانبخشی و اورژانس‌های پزشکی اقداماتی را انجام دادند که در زمان خود زبانزد شد.
این اتفاق AMA (انجمن پزشکی آمریکا) را مجبور به پذیرش فیزیوتراپیست‌ها و حقوق آن‌ها کرد.

## در ایران

### روز فیزیوتراپی
در سال ۱۳۵۱ هجری شمسی حق تأسیس کلینیک‌های فیزیوتراپی از فیزیوتراپیست‌ها سلب گشت و در ۲ مرداد ۱۳۷۸ این حق دوباره به فیزیوتراپیست‌ها برگردانده شد و به این مناسبت روز ۲ مرداد روز فیزیوتراپی در ایران نام گرفته و در آن مراسم برگزار می‌گردد.
البته فیزیوتراپی دارای روز بین‌المللی نیز هست که برابر است با ۱۷ شهریور (۸ سپتامبر) که در کشورهای مختلف این روز گرامی داشته می‌شود.

### پیشگامان
سید محسن هاشمی ریاست قبلی انجمن فیزیوتراپی ایران و متعلق به اولین گروه دانش‌آموختگان فیزیوتراپی خارج از کشور (انگلستان) است که بعد از اخذ دوره مدرسی در دانمارک در دانشکده علوم توانبخشی تهران تدریس کردند. وی ریاست دانشکده علوم توانبخشی تهران را نیز در تصدی داشتند.
وی در سال ۱۳۵۳ خورشیدی مسئول کلینیک فیزیوتراپی بازی‌های آسیایی و در سال ۱۳۵۵ فیزیوتراپیست تیم ملی فوتبال ایران بودند.
او تا اردیبهشت سال ۱۳۸۷ ریاست انجمن فیزیوتراپی را به عهده داشت.
همچنین گروه درمانی توان درمان یکی از اولین و مجربترین گروه متخصصین فیزیوتراپی در ایران می‌باشند که به صورت کاملاً علمی و گروهی خدمات تخصصی در فیزیوتراپی را در ایران ارائه می‌دهند که در سایت توان درمان امکان مشاهده فیلم‌های آموزشی و متون فیزیوتراپی و روش‌های درمانی و همچنین ورزش‌های تخصصی در حوزه ستون مهره‌ها در دسترسی هستند.

### آموزش
ساختار آموزشی فیزیوتراپی در ایران علی‌رغم قدمت آن به صورت گروه‌های فیزیوتراپی می‌باشد.
آموزش فیزیوتراپی در ابتدا (۱۳۴۴) به صورت مدرسه (Physiotherapy school) بوده‌است که بعدها در ۱۳۵۰ این مدرسه تبدیل به انستیتو و سپس تبدیل به مؤسسه توانبخشی می‌گردد.
ساختار اداری و تشکیلاتی گروه‌های فیزیوتراپی به حدی کوچک و محدود است که در توسعه دانش فیزیوتراپی نقش منفی داشته‌است. این محدودیت‌ها منجر به محدودیت دانش و آموزشی گشته‌است و لاجرم باعث عدم توسعه فیزیوتراپی در ابعاد علمی و عملیاتی در ایران گشته‌است.
امروزه در دانشگاه‌های علوم پزشکی تهران، ایران، شهید بهشتی، شیراز، اهواز، تبریز، بابل، اصفهان، شهرکرد و همچنین دانشگاه علوم بهزیستی و توانبخشی گروه‌های فیزیوتراپی وجود دارند و این رشته تدریس می‌شود.

## کنفدراسیون جهانی فیزیوتراپی (WCPT)
WCPT یک سازمان غیرانتفاعی با ۱۰۱ کشور عضو که وظایف زیر را انجام می‌دهد:
- مأموریت‌ها:

1. نمایندگی حرفه فیزیوتراپی در سطح بین‌المللی
2. تشویق به بالا بردن استانداردهای فیزیوتراپی در زمینه‌های پژوهشی، آموزشی و عملی
3. حمایت از ارتباط‌ها و تبادل اطلاعات بین نواحی و انجمن‌های عضو WCPT
4. همکاری با سازمان‌های ملی و بین‌المللی

- اهداف:

1. تشویق انجمن‌های فیزیوتراپی و دولت‌ها به رعایت استانداردها در آموزش و درمان
2. تشویق انجمن‌های فیزیوتراپی و دولت‌ها به ارتباط و تبادل اطلاعات با یک دیگر در امور فیزیوتراپی
3. تشویق در جهت بالا بردن انجمن‌های فیزیوتراپی و پشتیبانی یا سازمان‌هایی که در جهت بهبود جایگاه فیزیوتراپیست‌ها تلاش می‌کنند.
4. برنامه‌ریزی در جهت برگزاری کنگرهای بین‌المللی فیزیوتراپی
5. معرفی فیزیوتراپی در ابعاد بین‌المللی
6. همکاری با سازمان‌های ملی و بین‌المللی
7. اظهار نظر در خصوص مسائلی که بر سلامت تأثیرگذار می‌باشند.
8. فعالیت‌های قانونمند در جهت بالا بردن WCPT

WCPT هر ۴ سال یک بار در یکی از کشورهای عضو، کنگره بین‌المللی و مجمع عمومی خود را تشکیل و در ابعاد علمی و مسائل مربوط به فیزیوتراپی بر قرار می‌کند که در کنار ارائه مقالات علمی با رای‌گیری در مجمع عمومی آیین‌نامه‌های گوناگونی را به تصویب می‌رساند. در این مجمع رئیس و اعضای هیئت مدیره برای ۴ سال انتخاب می‌شوند.
مصوبات در مجمع عمومی شامل آیین‌نامه‌های حرفه‌ای، تعاریف، مفاهیم، شرح وظایف، اصول اخلاقی، حقوق بیمار، آموزش، درمان، و… است.

### بیانیهٔ کنفدراسیون در خصوص تخصص
کنفدراسیون جهانی فیزیوتراپی حق انجمن‌های عضو را در ایجاد خط مشی‌های ملی که اجازه کار تخصصی در جایی که چنین فعالیتی به نفع جامعه و حرفه آن‌ها قلمداد شده و سبب ارتقای استانداردهای فیزیوتراپی می‌شود، را به رسمیت می‌شناسد.
1. فیزیوتراپی تخصصی، اعمال توانایی بالینی پیشرفته توسط فیزیوتراپیست دارای صلاحیت در محدوده کاری معین در یکی از بخش‌های فیزیوتراپی می‌باشد.
2. توانایی بالینی پیشرفته تظاهر دانش و مهارت‌هایی ماورای آنچه برای ورود به کار حرفه‌ای ابتدایی مورد نیاز است، می‌باشد.
3. یک فیزیوتراپیست متخصص، یک محدوده تعیین شده از فیزیوتراپی است که معمولاً توسط یک انجمن عضو مشخص می‌شود و فیزیوتراپیست می‌تواند سطوح بالاتری از دانش و مهارت را از خود نشان داده و آن را توسعه دهد. تخصص نباید به عنوان وسیله‌ای برای محدود کردن کار قلمداد شده و برای اینکار از آن استفاده شود. میدان فعالیتی که به عنوان فیزیوتراپی شناخته می‌شود برای تمام فیزیوتراپیست‌ها دارای صلاحیت چه برای افرادی که کاری تخصصی می‌کنند و چه برای افرادیکه به شکل غیر تخصصی با صلاحیت کار می‌کنند، آزاد است.
4. یک فیزیوتراپیست متخصص یک فیزیوتراپیست است که که می‌تواند شایستگی‌های بالینی پیشرفته تری در یک تخصص فیزیوتراپی از خود با ارضای نیازمندیهای، رویه‌های فراخور تأیید رسمی دانش و مهارت توسط یک انجمن عضو یا عنصر تأییدکننده آن، از خود نشان دهد.
5. شایستگی یک فیزیوتراپیست شامل یک فرایند رسمی برای امتحان و تأیید دانش بالینی و مهارت بیشتر مرتبط با زمینه تخصصی می‌باشد. انتظار می‌رود که این فرایند رسمی کاملاً ثبت شود.[۱۲]

## شاخه‌ها

### تله‌مدیسین در فیزیوتراپی
گسترش دانش سریع‌تر از هر زمان ادامه دارد. به‌خصوص در حیطه پزشکی این امر اهمیت بیشتری می‌یابد. موضوعاتی از قبیل تشخیص، تصمیم‌گیری بالینی، ارتباط با بیمار، ارزیابی، آمار تجهیزات مصرفی پزشکی، عملکرد حوزه‌های پاراکلینیک و بسیاری از این‌گونه مطالب در این حیطه می‌گنجد. این مقاله سعی بر آن دارد تا در خصوص استفاده اجتناب ناپذیر پزشکی از راه دور و امکاناتی که ابزارهای ارتباطی جدید برای فیزیوتراپی می‌گشاید مطالبی را بیان نماید.
فیزیوتراپی مجموعه اعمال درمانی است که شامل:برآورد، تشخیص، طرح درمان، مداخله درمانی و ارزیابی است که منجر به مداخلات فیزیوتراپی شامل: تمرین درمانی، مدالیته‌ها و توصیه‌هایی می‌شود و در خطوط سه‌گانه بهداشتی، درمانی و توانبخشی کاربرد دارد. حیطه فیزیوتراپی اکنون تمامی بیماری مانند: استخوانی و عضلانی، قلبی و عروقی، ریوی، نورولوژی و تقریباً تمامی گروه‌های بیماری‌ها را در بر می‌گیرد.
سرعت فیزیوتراپی در تولید دانش و همچنین میزان حضور و کنترل در خطوط درمانی سه‌گانه به حدی بالا رفته‌است که لاجرم فیزیوتراپیست‌ها باید عنوان دکترای حرفه‌ای(DPT) برای خود انتخاب نمایند و این تابلو جدید لزوم استفاده از IT و تله مدیسین را در فیزیوتراپی گریزناپذیر می‌نماید.
- جمع‌آوری دانش: اکنون مباحث کلینیکی فیزیوتراپی بر مبنای EBM و EBP حرکت می‌نماید، که موضوعاتی فراتر از منابع پزشکی متعارف است و این مطلب مورد نیاز مبرم در Clinical Decision Making است و این به لطف تله مدیسین قابلیت عملیاتی فراوانی یافته‌است.
- مراقبت اولیهٔ سلامت (PHC): حضور فیزیوتراپیست‌ها اکنون محدود به درمان و توانبخشی نیستند بلکه به سرعت به سمت مراقبت اولیه سلامت در حال حرکت هستند. حیطهٔ مراقبت‌های اولیه جایی است که ارزش اقتصادی و بهداشتی فراوانی دارد و تله‌مدیسین در این مسیر رهگشاست.
- CBR: امروزه بر پایهٔ گزارش سازمان جهانی بهداشت ۷ درصد از جمعیت جهان دارای معلولیت‌های متفاوت هستند که جمعیتی بالغ بر ۵۰۰ میلیون نفر را شامل می‌شود. ارائه خدمات از طریق مؤسسه یا مرکز فیزیوتراپی یا حتی خود فیزیوتراپیست به این حجم بالای جمعیتی، غیرقابل اجراست و به همین دلیل توانبخشی جامعه‌محور شکل گرفته‌است. تله مدیسین می‌تواند در آموزش‌های اجتماعی و مدیریت توانبخشی مبتنی بر جامعه (CBR) به کمک فیزیوتراپیست‌ها بیاید.
- سرعت واکنش در ظهور بیماری‌های نوپدید یا حوادث غیر مترقبه:ظهور ناگهانی بیماری‌ها ویروسی در یک نقطه جهان یا عوارض حوادث غیر مترقبه نیاز به درمان‌های حمایتی را با فوریت بالا طلب می‌کند و تله مدیسین می‌تواند به کمک فیزیوتراپیست جهت حضور در منطقه Impactبیاید و دانش مناسب یا اطلاعات از منطقه را به درون یا بیرون ناحیه برساند.
- آموزش درمانی:وجود دوره‌های آموزشی برای بیماران و معلولان و حتی افراد در معرض خطر به صورت یک الزام خود را نشان می‌دهد و این موجب گسترش کلاسهایی مانند Back School,Knee school و موارد مشابه شده‌است که می‌توان از تله مدیسین برای برگزاری این دوره‌ها به صورت اینترنتی استفاده لازم را برد.
- بازآموزی در فیزیوتراپی:در آمریکا بعد از الزام استفاده از دکترای حرفه‌ای برای فیزیوتراپی (DPT)، بسیاری از فیزیوتراپیست‌ها با بیان مشکلات اقتصادی، خانوادگی و بعد مسافت از حضور در دوره‌ها طفره رفتند و انجمن فیزیوتراپی آمریکا (APTA)برای شکستن این مقاومت دوره‌ها را به صورت متن، فیلم، مقاله و آزمون در اینترنت برگزار نمود.
- مدیریت براساس آمار عملکرد: هر عملی در بیمارستان می‌تواند دارای کد باشد، خدمات، تجهیزات و همه اتفاقاتی که در بیمارستان در حال وقوع است و این ارقام‌ها می‌تواند برای کنترل عملیات در بیمارستان یا مراکز درمانی تبدیل به منحنی یا جدول شده و کاربرد مدیریتی یا نظارتی داشته باشد. در فیزیوتراپی نیز می‌توان ضمن مدیریت واحد توسط این آمارها، واکنش‌های عملیاتی در فصول مختلف و برهه‌های زمانی را نظاره و تحلیل و برای آینده برنامه‌ریزی کرد.
- فعالیت تیمی: بسیاری از فعالیت‌های فیزیوتراپی اکنون در قالب تیم‌های چندرشته‌ای است و تله مدیسین در به وجود آوردن ماتریس عملیاتی نقش بسزایی دارد.
- مونیتورینگ دائمی: اکنون در بستر تله‌مدیسین می‌توان یک رصد دایم برای بیمار به وجود آورد و هر لحظه اطلاعات لازم برای بیمار را برای تصمیم‌گیری در دست داشت و یک ارتباط دایمی با بیمار برقرار کرد.

در خاتمه باید گفت:به‌طور اصولی فیزیوتراپی با وظایف آن در این هزاره نمی‌تواند جدا از عملیات Web Base و تله‌مدیسین باشد، ابزاری که فیزیوتراپی برای عملیات به آن نیاز روزمره و غیرقابل انکار دارد
فیزیوتراپی: فیزیوتراپی در حقیقت از پیوند عملیات بازتوانی جراحان به‌خصوص ارتوپدها و درمان‌های فیزیکی پزشکان فیزیوتراپی که اکنون وجود ندارند و متخصصین سلامت جسمانی که بازهم اکنون وجود ندارند به وجود آمد؛ یعنی بر سه رکن اصلی:
1. بازتوانی بیماران بستری و جراحی (In- patient Rehabilition)
2. استفاده از امکانات تجهیزات فیزیکی مانند گرما و سرما و جریان‌های الکتریکی (Physical Therapy modality) و تکنیک‌های دستی (Manual Therapy)
3. استفاده از حرکت به عنوان نوعی مداخلهٔ درمانی (Exersice Therapy)

اکنون تئوری مداخله درمانی حرکت بسیار پر رنگ شده‌است و اگر چه هنوز قادر به کشف بسیاری از علل نیستسم ولی قادریم در یک Clinical Trial تأثیرات مثبت آن را مشاهده کنیم. حرکت درمانی اکنون برای فشار خون، دیابت، مشکلات بیوشیمی خون تجویز می‌گردد.

### فیزیوتراپیست مدرسه
امروز کودکان، نوجوانان و جوانان به علت ارتقاء بهداشت کمتر از عوارض عفونی رنج می‌برند. اینک فراوانی توزیع بیماری در این گروه‌های سنی بیشتر به سمت عوارض استخوانی-عضلانی می‌باشد. در این گروه سنی صدمات و تروماهای مختلف ناشی از ورزش یا بازی نیز زیاد دیده می‌شوند؛ لذا یکی از مکان‌هایی که فیزیوتراپیست‌ها در آن حضور یافته‌اند مدارس و دانشگاه‌ها می‌باشد.
فیزیوتراپیست‌ها می‌توانند:
1. مشکلات استخوانی-عضلانی را غربالگری کرده با تمرین درمانی نسبت به رفع آن‌ها اقدام نماید.
2. در صورت عدم درمان یا شدت به ارتوپد یا متخصص مربوط ارجاع دهد.
3. صدمات ناشی از ورزش یا بازی را تحت نظارت قرار داده و ضمن اجرای درمان اولیه به پزشک مربوط ارجاع دهند.
4. فیزیوتراپیست‌ها با مداخله مناسب ضمن پیشگیری از آسیب‌ها بر تمرینات ورزشی نظارت نموده و بر حسب توان جسمی و روانی تمرینات مناسب را برای هر فرد برنامه‌ریزی می‌نماید.

### فیزیوتراپیست صنعتی
فیزیوتراپیست‌ها با آناتومی و ارگونومی بدن آشنا هستند. اینان همچنین با اصول حرکت‌شناسی، تمرین درمانی، فیزیولوژی و پاتوفیزیولوژی حرکت آشنایی دارند.
در محیط‌های صنعتی ارگونومی ریشهٔ فعالیت‌های جسمانی است. در این‌گونه محیط‌ها فراوانی صدمات استخوانی – ماهیچه‌ای به چشم می‌خورد.
خیلی از این کارگران با توجه به صدمات موجود در محیط کار مجبور به ترک محیط کار خود می‌شوند. گاهی نیز مجبور به استراحت و درمان خارج از محیط کاری هستند.
فراوانی این‌گونه عوارض به حدی می‌باشد که منافع اقتصادی کارفرمایان آن‌ها را مجبور به استقرار فیزیوتراپیست و تجهیزات مربوط در محل‌های کاری کرده‌است، تا ضمن نظارت بر فعالیت جسمانی کارگران از پیشامدهای استخوانی عضلانی جلوگیری کرده و در صورت وقوع این‌گونه صدمات در همان محل کار درمانی مناسب ارائه شود و کارگر نیز کمتر مجبور به خروج از محل کار خود شود یا در خواست استعلاجی کند. چیزی که کارگران نیز به‌علت حفظ استانداردهای فیزیکی و ارگونومی و سلامت خود خواستار آن هستند.

### فیزیوتراپیست اعصاب و روان
تصور سایکو سوماتیک (Psycho - Somatic) فقط شمای یک‌طرفه از سمت روان و مغز به سمت بدن نیست، بلکه بدن نیز بر عملکرد مغز و روان تأثیر متقابل دارد.
بیماری‌های روان به‌طور معمول بر عمل کرد جسمانی مؤثر می‌باشند و جسم عوارض بیماری روانی را بروز می‌دهد. در دپرشن (Depression)این بسیار مشهود است.
اینجاست که فیزیوتراپیست می‌تواند با تمرین درمانی ضمن فراهم کردن فعالیت مناسب جسمانی بیمار روانی، عوارض جسمی را کاهش داده و با دادن اطلاعات ورودی مناسب به مغز حداکثر فعالیت ممکن ذهنی را به‌دست‌آورد.
اینجاست که فیزیوتراپیست کلاسیک تبدیل به درمان‌گری تخصصی برای بیماران روانی می‌گردد تا عوارض بیماری را در جسم و روان کاهش دهد.

### فیزیوتراپیست رزمی
دانش فیزیوتراپیست‌ها بر اساس فیزیولوژی و پاتوفیزیولوژی حرکت است. مفهوم حرکت در علوم نظامی یعنی دینامیک بودن نیروی رزمی است.
قسمت دیگری از دانش فیزیوتراپی کنترل درد با استفاده از روش‌های غیر دارویی است که مفهوم آن در علوم نظامی یعنی حفظ هشیاری نیروی رزمی است.
فیزیوتراپیست‌ها تأکید بر راه‌اندازی(Out of Bed)دارند، در علوم نظامی این مفهوم برگشت رزمنده به عرصه نبرد است.
فیزیوتراپیست‌ها دارای دانش برخورد با ضایعات ورزشی هستند که در صدمات جنگی به وفور وجود دارد.
فیزیوتراپیست‌ها دارای دانش تروماتولوژی در زمینه‌های ارتوپدی، نورولوژی، قلب و عروق می‌باشند، که این درمان گران را تبدیل به عناصری ماهر در غربال‌گری بیماران و مدیریت انتقال مجروحان و مدیریت مسیر درمانی کرده‌است.
فیزیوتراپیست در اردوهای نظامی می‌تواند تمرینات بدنی جنگجویان را نظارت و مدیریت نماید و قبل از عملیات با تکنیک‌های اختصاصی مانند taping از میزان آسیب در حین نبرد بکاهد.
فیزیوتراپیست با دانش بیومکانیک و کینزیولوژِی و ارگونومیک خود می‌تواند در زمان طراحی لباس یا ابزارهای نظامی ره گشا باشد.
اینک در خطوط جنگی، افسران فیزیوتراپیست حضور یافته و اقدام به غربالگری مجروحان کرده، نسبت به ادامه عملیات سربازان تصمیم گرفته ویا آن‌ها را در صورت شدت جراحات به عقب کشیده به پزشکان و جراحان در درمانگاه‌ها و بیمارستان‌ها ارجاع داده و تا پایان بهبودی و راه‌اندازی آن‌ها را همراهی می‌کنند.

## برنامه درمانی
1. دریافت بیماران از پزشکان مربوط (Referal)
2. ارزیابی استخوانی – عضلانی و حرکتی (Physical Therapy Evaluation)
3. برنامه‌ریزی تمرین‌درمانی (Exercise Therapy Program)
4. اجرای آموزش به بیمار
5. اجرای مداخلهٔ تمرین‌درمانی (Exercise Therapy Intervention)
6. اجرای مداخلات غیر دارویی برای کاهش درد اندام‌ها
7. باز ارزیابی بیماران (Physical Therapy Re-evaluation)
8. اجرای برنامه‌های ورزشی گروهی

حرکت دیگر یک مداخلهٔ درمانی شناخته می‌شود که دانش آن در نزد فیزیوتراپی موجود است و تحرک برای بیماران و پزشکان از اولویت خاصی برخوردار شده‌است و فیزیوتراپیست‌ها به عنوان یک عضو تیم‌های چندرشته‌ای در درمان بیماران از دیدگاه خود شراکت می‌کند.

### زیرگروه‌های تخصصی و بین‌المللی
- انجمن بین‌المللی طب سوزنی فیزیوتراپی
- انجمن بین‌المللی طب سالمندان فیزیوتراپ
- انجمن بین‌المللی درمان‌های مانیپولاسیون ارتوپدی فیزیوتراپی
- انجمن بین‌المللی پزشکی ورزشی فیزیوتراپی
- انجمن بین‌المللی طب اطفال فیزیوتراپی
- انجمن بین‌المللی طب و سلامتی زنان فیزیوتراپی
- انجمن بین‌المللی فیزیوتراپیست‌های خصوصی

انجمن بین‌المللی دامپزشکی فیزیوتراپی
مجمع بین‌المللی فیزیوتراپی و قلب و ریه
انجمن بین‌المللی فیزیوتراپی فیبروز سیستیک
جامعهٔ بین‌المللی تجهیزات فیزیوتراپی
جامعهٔ بین‌المللی استادان فیزیوتراپی